# Scissure longitudinale
La scissure longitudinale, ou fissure longitudinale ou scissure interhémisphérique (dans l'ancienne terminologie) est un profond sillon antéropostérieur médian qui divise le cerveau en deux hémisphères (le gauche et le droit). Ce sillon contient une membrane de dure-mère appelée faux du cerveau.
La scissure inter-hémisphérique est interrompue dans la région intermédiaire par le corps calleux qui relie les hémisphères entre eux.
|                                    |                                                   |
| Vue supérieure latérale du cerveau | La scissure inter-hémisphérique coloriée en rouge |